# Marcello Gatti
Marcello Gatti (Roma, 9 de febrero de 1924 – 26 de noviembre de 2013) fue un cinematógrafo italiano.
Gatti comenzó como operador de cámara a principios de los 40 y debutó como cinematógrafo en 1953. En 1943, fue sentenciado a cinco años de prisión y posteriormente se exilió por haber desfigurado un retrato de Benito Mussolini colgado en las paredes de Cinecittà.
Es conocido principalmente por su colaboración con el director Gillo Pontecorvo, especialmente en la experimental La batalla de Argel, en la que se basa la teoría de la cinéma vérité. Ganó cinco Nastro d'Argento a la mejor fotografía. También trabajó cono otros directores como Roman Polanski, Nanni Loy, Damiano Damiani, Eriprando Visconti, Luigi Zampa, George P. Cosmatos y Sergio Corbucci. Gatti fue durante mucho tiempo presidente de la Asociación Italiano de cinematógrafos (Aic).

## Filmografía

### Cine
- Il sole negli occhi, de Antonio Pietrangeli (1953)
- Cronaca di un delitto, de Mario Sequi (1953)
- 16 ottobre 1943, de Ansano Giannarelli (1960) - cortometraje
- Le italiane e l'amore, episodio La frenesia del successo, de  Giulio Macchi, La sfregiata, de  Piero Nelli, Viaggio di nozze, de  Giulio Questi (1961)
- Un giorno da leoni, de  Nanni Loy (1962)
- L'attico, de Gianni Puccini (1962)
- Le quattro giornate di Napoli, de Nanni Loy (1962)
- I cuori infranti, episodio La manina di Fatma, de Vittorio Caprioli (1963)
- Frenesia dell'estate, de Luigi Zampa (1963)
- La fuga, de Paolo Spinola (1964)
- Bianco, rosso, giallo, rosa, de Massimo Mida (1964)
- Io uccido, tu uccidi, de Gianni Puccini (1965)
- Una moglie americana, de Gian Luigi Polidoro (1965)
- La spietata colt del gringo, de José Luis Madrid (1966)
- La battaglia di Algeri, de Gillo Pontecorvo (1966)
- Donne alla frontiera, de Gianfranco Parolini, Sidney W. Pink y Rudolf Zehetgruber (1966)
- La notte pazza del conigliaccio, de Alfredo Angeli (1967)
- I protagonisti, de Marcello Fondato (1968)
- L'estate, de Paolo Spinola (1968)
- Sai cosa faceva Stalin alle donne?, de Maurizio Liverani (1969)
- Queimada, de Gillo Pontecorvo (1969)
- Sierra Maestra, de Ansano Giannarelli (1969)
- Anonimo veneziano, de Enrico Maria Salerno (1970)
- Ciao Gulliver, de Carlo Tuzii (1970)
- Bastardo, vamos a matar, de Gino Mangini (1971)
- La tarantola dal ventre nero, de Paolo Cavara (1971)
- Il vero e il falso, de Eriprando Visconti (1972)
- Girolimoni, il mostro di Roma, de Damiano Damiani (1972)
- Che? (What?), de Roman Polański (1972)
- Amore e ginnastica, de Luigi Filippo D'Amico (1973)
- Baciamo le mani, de Vittorio Schiraldi (1973)
- Femmina violenta (The Beloved), de George Pan Cosmatos (1973)
- Rappresaglia, de George Pan Cosmatos (1973)
- La polizia ha le mani legate, de Luciano Ercoli (1975)
- Cronaca degli anni di brace (Chronique des années de braise), de Mohammed Lakhdar-Hamina (1975)
- La prima volta, sull'erba, de Gianluigi Calderone (1975)
- Mark il poliziotto, de Stelvio Massi (1975)
- Chi dice donna dice donna, regia di Tonino Cervi (1976)
- Bluff - Storia di truffe e di imbroglioni, de Sergio Corbucci (1976)
- Il signor Robinson, mostruosa storia d'amore e d'avventure, de Sergio Corbucci (1976)
- Tre tigri contro tre tigri, de Sergio Corbucci e Steno (1977)
- La carica delle patate, de Walter Santesso (1979)
- Ogro (Operación Ogro), de Gillo Pontecorvo (1979)
- Eutanasia di un amore, de Enrico Maria Salerno (1980)
- La salamandra (The Salamander), de Peter Zinner (1981)
- Delitti, amore e gelosia, de Luciano Secchi (1982)
- Inganni, de Luigi Faccini (1985)
- Ternosecco, de Giancarlo Giannini (1987)
- Rosso veneziano (Rouge Venise), de Étienne Périer (1989)
- Venere paura, de Hirtia Solaro (1991)

### Televisión
- Mosè, la legge del deserto, de Gianfranco De Bosio (1974)
- Voglia di cantare, de Vittorio Sindoni (1985)
- Assicurazione sulla morte, de Carlo Lizzani (1987)
- La voglia di vincere, de Vittorio Sindoni (1987)
- Una vittoria, de Luigi Perelli (1988)
- La piovra 5 - Il cuore del problema, de Luigi Perelli (1990)
- Non siamo soli, de Paolo Poeti (1991)
- La piovra 6 - L'ultimo segreto, de Luigi Perelli (1992)
- La piovra 7 - Indagine sulla morte del commissario Cattani, de Luigi Perelli (1995)